# Знаменовка (Днепропетровская область)
Зна́меновка (укр. Знаменівка) — село в Знаменовском сельском совете Новомосковского района Днепропетровской области Украины.
Код КОАТУУ — 1223282501. Население по переписи 2001 года составляло 4410 человек.
Является административным центром Знаменовского сельского совета, в который, кроме того, входят сёла Новотроицкое и Подпольное.

## Географическое положение
Знаменовка находится в 7 км от левого берега реки Самара,
на расстоянии в 1 км от пгт Мелиоративное и в 2,5 км от села Новотроицкое.
Местность вокруг села сильно заболочена, есть большие озёра, в том числе озеро Солёный Лиман.
К селу примыкает лесной массив (сосна).
Рядом проходят автомобильная дорога М-04 (E 50) и
железная дорога — станция Орловщина в 2-х км.
На территории Украины имеется 4 населённых пункта с названием Знаменовка.

## История
- Село основано в 1779 году[2]. Первыми её жителями были отставные солдаты и казаки. В их обязанности входило построить и содержать в порядке почтовый тракт и этапную дорогу между Новоселицей (ныне Новомосковск) и Матвеевной (теперь Павлоград)[3].

## Экономика
- ЗАО «Новомосковский завод минеральной воды».
- ООО «Племзавод „Украина“».

## Объекты социальной сферы
- Школа № 1.
- Школа № 2.

## Известные люди
- Герасименко Иван Саввич (1913—1942) — Герой Советского Союза, родился в Знаменовке.

## Галерея

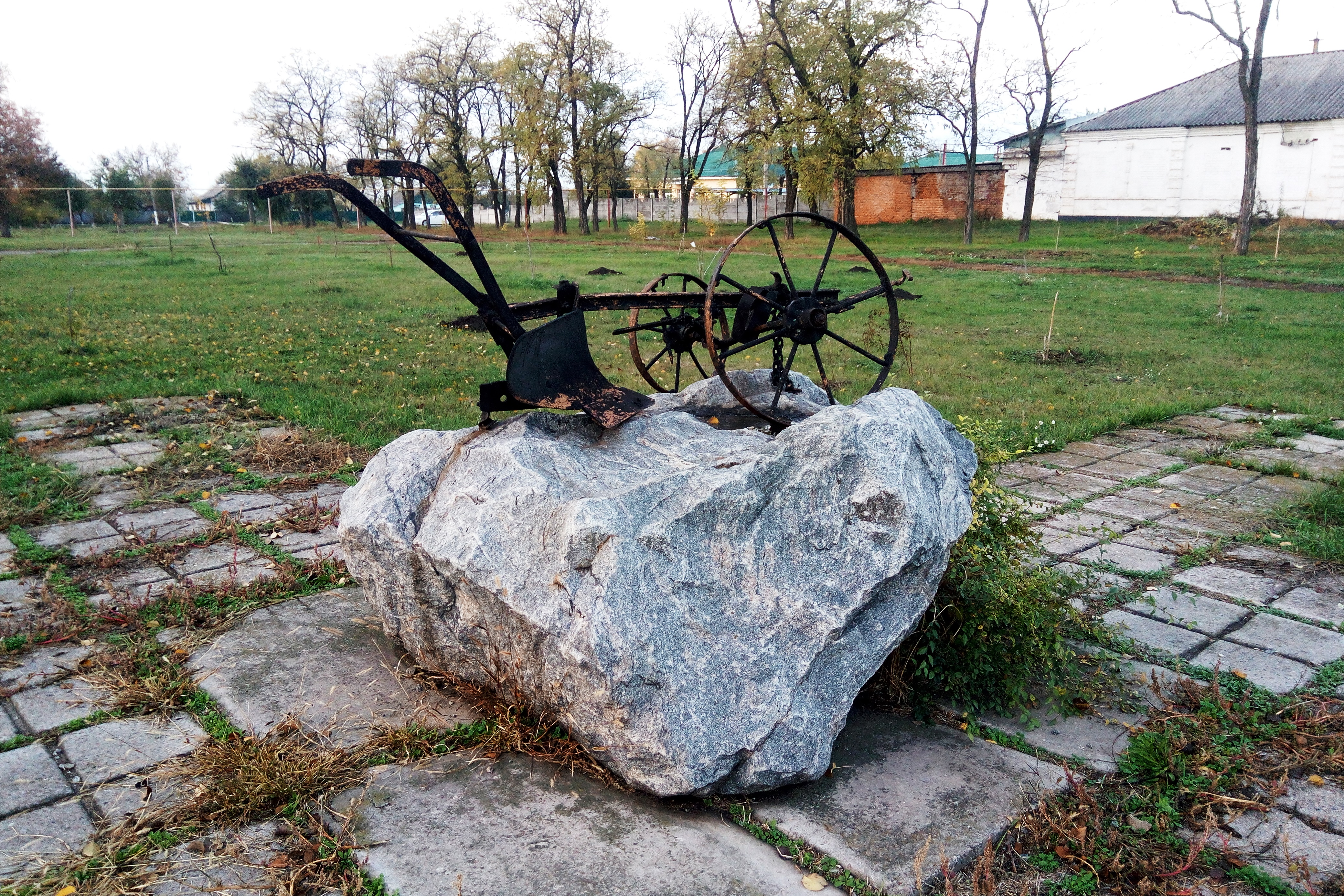
Жертвам голодомора
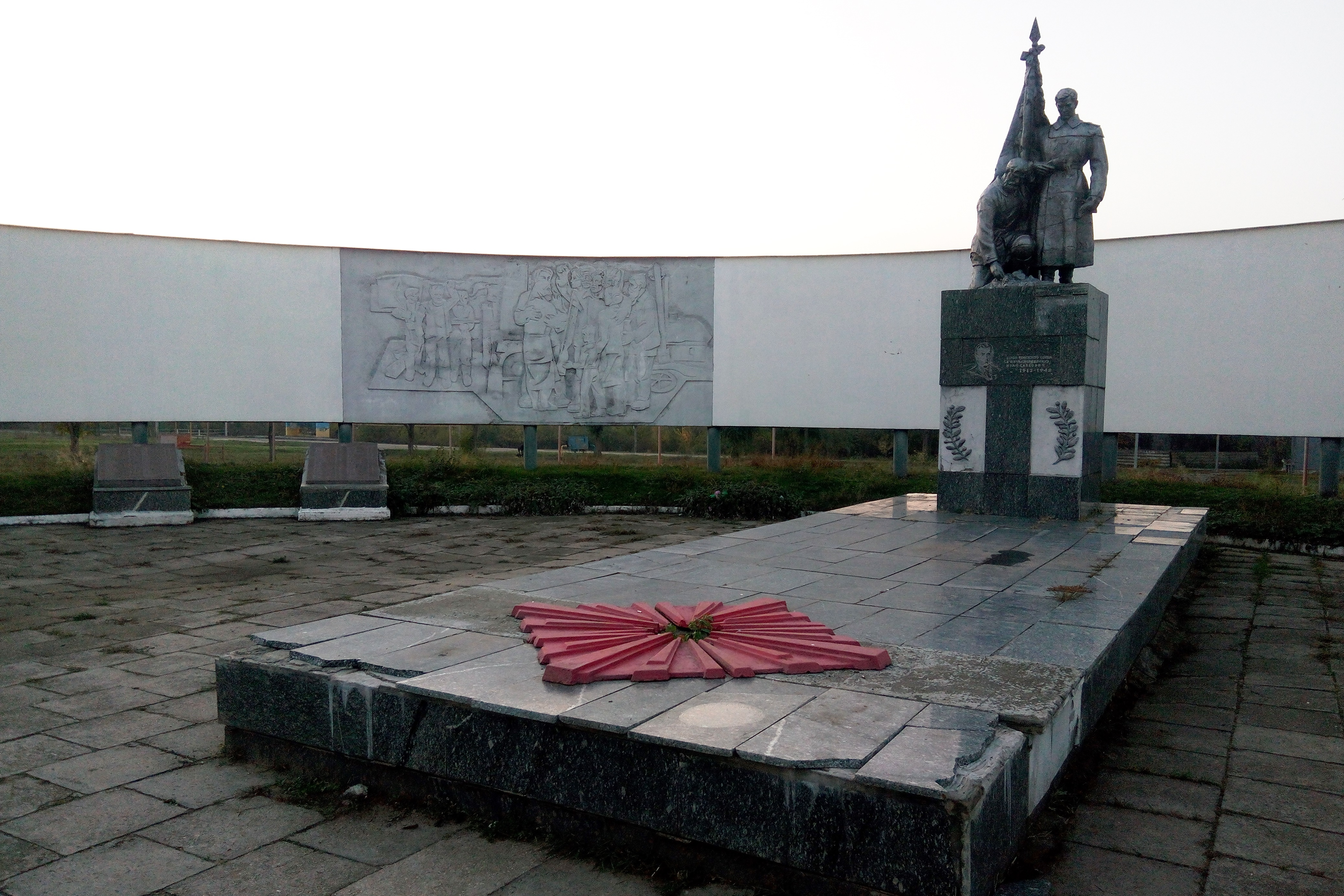
Мемориал Славы
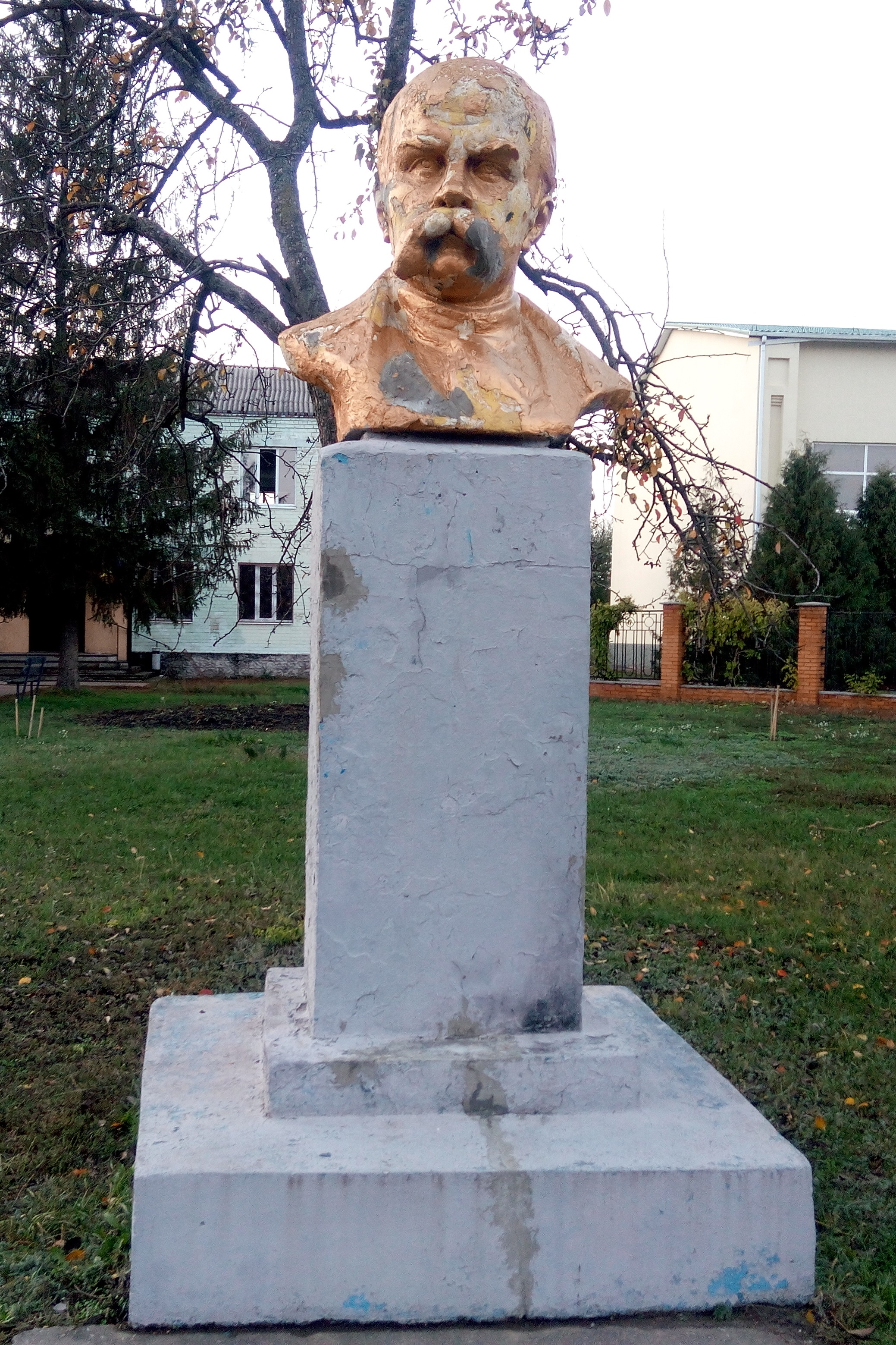
Бюст Тарасу Шевченко
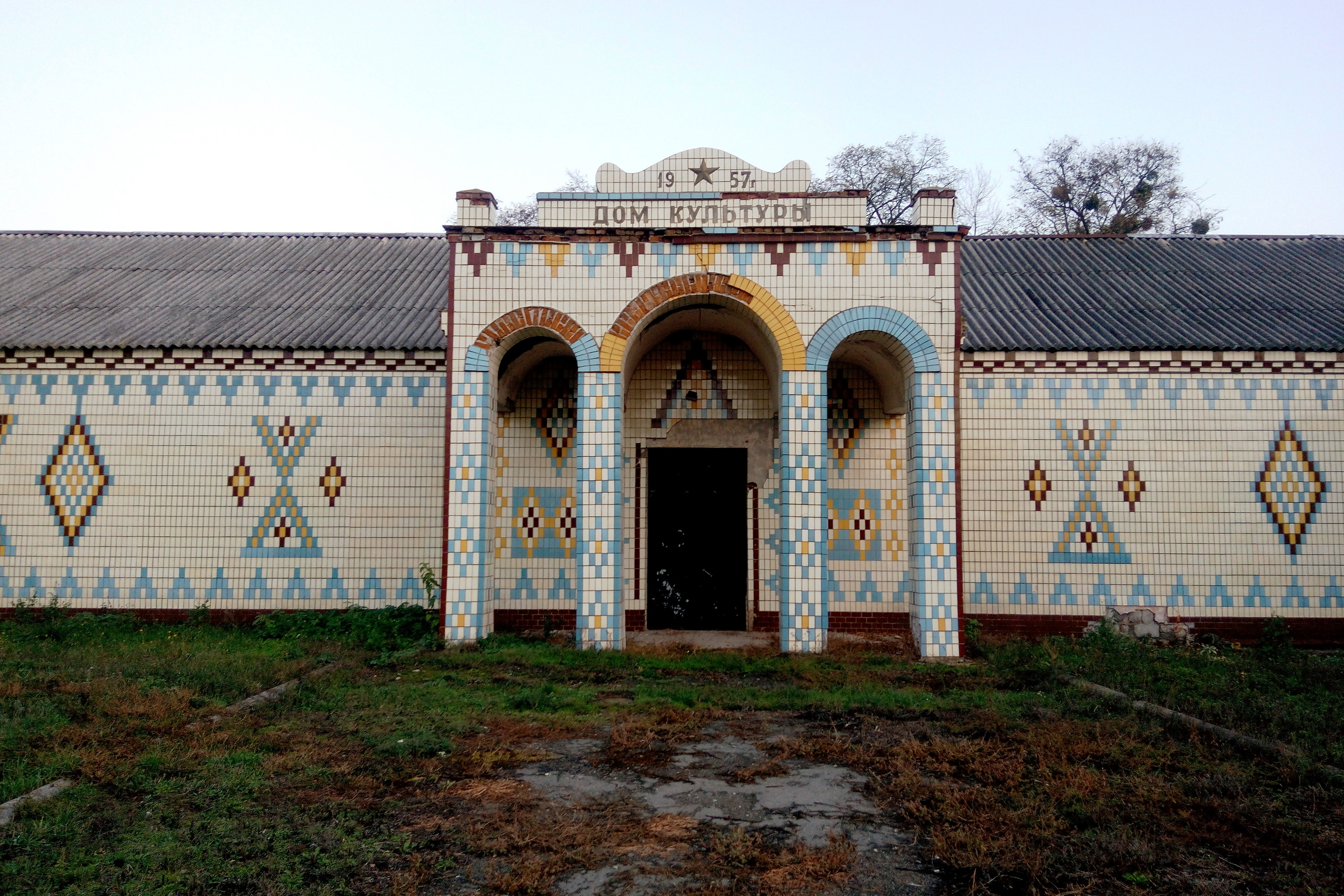
Дом культуры (1957)